# Les Calamités
A Les Calamités egy, az 1980-as években aktív francia könnyűzenei együttes volt, amely a yé-yé stílus késői, kicsit rockosabb előadásmódban zenélő reprezentánsaként vált ismertté. Az együttes az 1980-as évek elején jött létre Côte-d’Or megye második legnagyobb városában, Beaune-ban, nevük körülbelüli jelentése magyarul „Sorscsapások”.

## Története
Az együttest Caroline Augier (basszusgitár, ének), Isabelle Petit (gitár, ének), Odile Repolt (gitár, ének) et Mike Stephens (dob) alapította meg, Marcelle Bérard és Lionel Herrmani producer ötlete alapján, kettejük irányításával. Első albumukat 1984-ben jelentették meg, À bride abattue címmel, melyen a Dogs együttes egyik tagja, Dominique Laboubée is közreműködött, kiadója pedig a New Rose nevű független könnyűzenei kiadó volt. Karrierjük a következő évben, 1985-ben, második lemezük megjelenése, illetve egy franciaországi városokban tett koncertturné után egy időre megszakadt, annak ellenére, hogy az egyik lemez "The Calamities" címmel az Egyesült Államokban is megjelent.
A következő időszakban az együttes részlegesen átalakult: Caroline kivált a csapatból, és a helyére, Daniel Chenevez producer javaslatára Robin Wills lépett a The Barracudas nevű londoni együttesből, ilyen felállásban vették fel 1987-ben Vélomoteur című számukat, amely 1988-ban bejutott az év 50 legkedveltebb francia száma közé. A dal 16 héten keresztül maradt a franciaországi 50-es toplistában, legelőkelőbb helyezése a 13. hely volt, később szerepelt több sikeres válogatáslemezen is. A szám keletkezését jelentősen inspirálta a The Primitives Crash című száma; jóval később, 2002-ben a Les Nuls együttes paródiaszámot is írt belőle, Vibromasseur címmel [jelentése kb. „vibrátor”].
Az együttes, dacára az említett sikereinek, nem sokkal később beszüntette tevékenységét.

## Diszkográfia

### Kislemezek
- Toutes les nuits (1984, New Rose)
- Pas la peine (1984, New Rose)
- Vélomoteur (1987, Polydor)

### Albumok
- À bride abattue (1984, New Rose)

### Válogatáslemezek
- Több előadó számaiból készült válogatások:
  - Snapshot(s) (1983)
  - La vie en rose (1985, New Rose)
  - The Best of Rodney on the ROQ (1989, Posh Boy)
  - Pop en stock (volume 1) (1992, FNAC music)
  - 40 ans de rock français (2000, Remedy Records)
- Az együttes korábbi számaiból készült válogatások:
  - Les Calamités (1988, Fan Club-New Rose)
  - C'est complet (válogatásalbum 16 számmal - 1997, Last Call Records)

## Fordítás
- Ez a szócikk részben vagy egészben  a   Les Calamités című francia Wikipédia-szócikk fordításán alapul.  Az eredeti cikk szerkesztőit annak laptörténete sorolja fel. Ez a jelzés csupán a megfogalmazás eredetét és a szerzői jogokat jelzi, nem szolgál a cikkben szereplő információk forrásmegjelöléseként.